# 3-氧-2-苯基丁腈
3-氧-2-苯基丁腈（或称为α-乙酰基苯乙腈，α-phenylacetoacetonitrile，缩写APAAN）是一种易制毒芳香性化合物，分子式C10H9NO，2014年列入中华人民共和国的易制毒化学品名录。